# 航空用エンジンの一覧
これは航空用エンジンの一覧（こうくうようエンジンのいちらん）である。

## レシプロエンジン

### 空冷星型エンジン

#### ドイツ
- オーベルウルゼル U.I
- BMW 801
- BMW 132
- ブラモ 322
- ブラモ 323
- ジーメンス Sh.III
- ジーメンス Sh14
- ジーメンス SAM22

#### イギリス
- アームストロング・シドレー マングース (Mongoose)
- ベントレー BR.1
- ブリストル アクアリア (Aquila)
- ブリストル セントーラス (Centaurus)
- ブリストル ハーキュリーズ (Hercules)
- ブリストル ジュピター (Jupiter)
- ブリストル マーキュリー (Mercury)
- ブリストル ペガサス (Pegasus)
- ブリストル ペルセウス (Perseus)
- ブリストル フェニックス (Phoenix)
- ブリストル トーラス (Taurus)

#### アメリカ
- プラット・アンド・ホイットニー　R-985 ワスプ・ジュニア
- プラット・アンド・ホイットニー　R-1340 ワスプ
- プラット・アンド・ホイットニー　R-1535 ツインワスプ・ジュニア
- プラット・アンド・ホイットニー　R-1690 ホーネット
- プラット・アンド・ホイットニー　R-1830 ツインワスプ
- プラット・アンド・ホイットニー　R-1860 ホーネット
- プラット・アンド・ホイットニー　R-2800 ダブルワスプ
- プラット・アンド・ホイットニー　R-4360 ワスプ・メージャー
- ライト R-1820 サイクロン9
- ライト R-2600 サイクロン14
- ライト R-3350 サイクロン18

#### 日本
なお、{　}は陸海軍統合名称を示す。
- 日立 神風（陸軍名称：ハ12）{ハ21}
- 日立 天風（陸軍名称：ハ13）{ハ23}
- 中島 寿（陸軍名称：ハ1・ハ24）{-}
- 中島 ハ5（向上型：ハ41・ハ109）{ハ34}　※海軍には制式採用されなかったため、海軍式の漢字の通称は無い
- 中島 光（陸軍名称：ハ8）{-}
- 中島 栄（陸軍名称：ハ25・105・115）{ハ35}
- 中島 護（陸軍名称：ハ103）{-}
- 中島 誉（陸軍名称：ハ45・ハ145）{ハ45}
- 三菱 瑞星（陸軍名称：ハ26・ハ102）{ハ31}
- 三菱 金星（陸軍名称：ハ112）{ハ33}
- 三菱 火星（陸軍名称：ハ101・111）{ハ32}
- 三菱 震天（陸軍名称：ハ6）{-}
- 三菱 {ハ42}（陸軍名称：ハ104・ハ214）
- 三菱 {ハ43}（陸軍名称：ハ211）
- 中島 {ハ44}（陸軍名称：ハ219）

#### イタリア
- アルファロメオ 127RC
- アルファ・ロメオ 128RC
- イソッタ･フラスキーニ K14
- フィアット A74RC38
- ピアジオ P.VII
- ピアジオ P.XIRC
- ピアジオ P.XIX RC45

#### フランス
- ノーム Ω
- ノーム 9N モノスパブ
- ル・ローン 9C
- ノーム・ローン GR14K
- ノーム・ローン GR14N
- イスパノ・スイザ HS14AA
- イスパノ・スイザ HS14AB

#### ソビエト連邦
- シュベツォフ ASh-62
- シュベツォフ ASh-73
- シュベツォフ ASh-82
- M-15
- M-22
- シュベツォフ M-25, -25A, -25V
- M-36
- M-62
- M-63
- ツマンスキー M-87
- ツマンスキー M-88

### 空冷直列エンジン

#### アメリカ
- ライカミング O-145
- ライカミング IGSO-480（英語版）

#### 日本
- 日立 初風
- 川崎 KAE-240

#### ドイツ
- アルグス As 10C
- アルグス As 410
- アルグス As 411
- ヒルト HM 60
- ヒルト HM 80
- ヒルト HM 504
- ヒルト HM 506
- ヒルト HM 508
- ヒルト HM 515

#### イタリア
- イソッタ・フラスキーニ デルタ

### 水冷（液冷）エンジン

#### アメリカ
- ホール・スコット A-7
- リンカーン リバティ L-12
- カーチス V-1150
- カーチス V-1570 コンカラー
- クライスラー・IV-2220
- アリソン V-1710
- パッカード V-1650
- プラット・アンド・ホイットニー X-1800

#### フランス
- サルムソン 9
- イスパノ・スイザ 8B
- イスパノ・スイザ 12X
- イスパノ・スイザ 12Y
- イスパノ・スイザ 12Z
- ルノー 12Ro
- ルノー 6Q
- ロレーヌ 12E

#### ドイツ
- BMW IIIa
- BMW IV
- BMW V
- BMW VI
- BMW 803
- ユンカース ユモ 205
- ユンカース ユモ 210
- ユンカース ユモ 211
- ユンカース ユモ 213
- ユンカース ユモ 222
- ユンカース ユモ 223
- ベンツ Bz.III
- メルセデス（英語版） D.III
- ダイムラー・ベンツ DB 600
- ダイムラー・ベンツ DB 601
- ダイムラー・ベンツ DB 602
- ダイムラー・ベンツ DB 603
- ダイムラー・ベンツ DB 604
- ダイムラー・ベンツ DB 605
- ダイムラー・ベンツ DB 606
- ダイムラー・ベンツ DB 610

#### イギリス
- サンビーム クルセイダー
- デ・ハビランド ジプシー・メジャー (Gipsy Major)
- ネイピア ダガー
- ネイピア ライオン
- ネイピア ノーマッド
- ネイピア セイバー
- ロールス・ロイス ホーク
- ロールス・ロイス イーグル
- ロールス・ロイス ファルコン
- ロールス・ロイス コンドル
- ロールス・ロイス ケストレル
- ロールス・ロイス ゴスホーク
- ロールス・ロイス ペリグリン
- ロールス・ロイス バザード
- ロールス・ロイス ヴァルチャー
- ロールス・ロイス マーリン
- ロールス・ロイス グリフォン

#### 日本
- 広廠 九一式
- 三菱航空機 ハ2
- 広廠 九四式
- 川崎航空機 ハ9
- 愛知航空機 アツタ
- 川崎航空機 ハ40（ハ140）

#### イタリア
- フィアット A10
- フィアット A30RA
- フィアット RA1050RC58
- アルファロメオ RA1000RC41

#### ソビエト連邦
- クリーモフ M-105
- クリーモフ VK-106
- クリーモフ VK-107
- ミクーリン M-17
- ミクーリン AM-34
- ミクーリン AM-35
- ミクーリン AM-38

## ジェットエンジン

### ターボジェットエンジン

#### ドイツ
- BMW 003
- ユンカース ユモ 004
- ハインケル HeS 1
- ハインケル HeS 3
- ハインケル HeS 8
- ハインケル HeS 30
- ハインケル HeS 40
- ハインケル HeS 011
- ピルナ 014
- ポルシェ 109-005

#### 日本
- 陸軍第二航空技術研究所　ネ1　開発中止
- 陸軍第二航空技術研究所　ネ2　開発中止
- 陸軍第二航空技術研究所　ネ3　開発中止
- 陸軍第二航空技術研究所　ネ4　開発中止
- 陸軍第二航空技術研究所　ネ101　開発中止
- 海軍航空技術廠　TR10→ネ10　推力300kg
- 海軍航空技術廠　TR10改→ネ10改
- 海軍航空技術廠　TR12→ネ12　推力320kg　ネ20に一本化
- 海軍航空技術廠　TR15→ネ15　ネ20に発展
- 石川島播磨重工業　ネ20　推力490kg
- 石川島芝浦タービン　TR130→ネ130　推力900kg
- 日立製作所　TR230→ネ230　推力885kg
- 三菱重工業　TR330→ネ330　推力1,300kg
- 大宮富士工業 JO-1
- 日本ジェットエンジン J1　開発中止
- 日本ジェットエンジン J2　開発中止
- 日本ジェットエンジン J3
- 石川島播磨重工業 JR
- 三菱重工業 TJM2
- 三菱重工業 TJM3
- 三菱重工業 TJM4
- 川崎重工業 KJ12
- 川崎重工業 KJ14
- 川崎重工業 KJ100

#### アメリカ
- コンチネンタル J69
- アリソン J33
- アリソン J71（英語版）
- ウェスティングハウス J30
- ウェスティングハウス J32（英語版）
- ウェスティングハウス J34（英語版）
- ウェスティングハウス J40（英語版）
- ウェスティングハウス J46（英語版）
- ゼネラル・エレクトリック CJ805（英語版）
- ゼネラル・エレクトリック GE4
- ゼネラル・エレクトリック CJ610
- ゼネラル・エレクトリック J31
- ゼネラル・エレクトリック J47
- ゼネラル・エレクトリック YJ93
- ゼネラル・エレクトリック X211（英語版）
- ゼネラル・エレクトリック J73
- ゼネラル・エレクトリック J79
- ゼネラル・エレクトリック J85
- ゼネラル・エレクトリック J97（英語版）
- プラット・アンド・ホイットニー J48（英語版）
- プラット・アンド・ホイットニー J52（英語版）
- プラット・アンド・ホイットニー J75（英語版）
- プラット・アンド・ホイットニー JT12
- プラット・アンド・ホイットニー J57/JT3C
- プラット・アンド・ホイットニー J58
- テレダイン CAE J402
- テレダイン CAE J69
- ライト J65
- ロッキード J37（英語版）
- Flader J55
- フェアチャイルド J44
- フェアチャイルド J83

#### イギリス
- アームストロング・シドレー アダー
- アームストロング・シドレー ASX
- アームストロング・シドレー ヴァイパー
- アームストロング・シドレー サファイア
- ブリストル・シドレー オーフュース
- メトロポリタン＝ヴィッカース F.2
- ロールス・ロイス RB106
- ロールス・ロイス RB108
- ロールス・ロイス Soar
- ロールス・ロイス RB145
- ロールス・ロイス RB162
- ロールス・ロイス イーグル
- ロールス・ロイス ウェランド
- ロールス・ロイス ヴァルチャー
- ロールス・ロイス エイヴォン
- ロールス・ロイス クレシー
- ロールス・ロイス グリフォン
- ロールス・ロイス ケストレル
- ロールス・ロイス ダーウェント
- ロールス・ロイス オリンパス (Olympus)
- ロールス・ロイス ニーン
- ロールス・ロイス RB145
- ロールス・ロイス テイ
- ロールス・ロイス J102
- デ・ハビランド ゴブリン
- デ・ハビランド ゴースト
- デ・ハビランド ジャイロン
- デ・ハビランド ジャイロン・ジュニア
- パワー・ジェッツ W.1
- パワー・ジェッツ W.2

#### エジプト
- ブランドナー E-300

#### ソビエト連邦/ロシア
- クリーモフ VK-1
- クリーモフ RD-500
- コレゾフ RD-36-51
- リューリカ TR-1
- リューリカ TR-3
- リューリカ AL-5
- リューリカ＝サトゥールン AL-7
- リューリカ＝サトゥールン AL-21
- ツマンスキー R-95
- ツマンスキー R-35
- ツマンスキー R-25
- ツマンスキー R-29
- ツマンスキー R-15
- ツマンスキー R-13
- ツマンスキー R-11
- ツマンスキー RD-9
- ツマンスキー R-11
- ツマンスキー R-13
- ツマンスキー R-15
- ツマンスキー R-21
- ツマンスキー R-25
- ツマンスキー R-29
- ミクーリン AM-3

#### フランス
- スネクマ アター
- スネクマ アター Volant
- チュルボメカ パラス
- チュルボメカ マルボレ
- チュルボメカ Gabizo
- マイクロチュルボ TRI 60

#### カナダ
- アブロ･カナダ･チヌーク
- アブロ･カナダ･オレンダ
- オレンダ・イロコイス

#### チェコ・スロバキア
- Motorlet M-701

#### ポーランド
- WSK SO-3

### ターボプロップエンジン

#### アメリカ
- アリソン T38
- アリソン T40
- アリソン T56 (現在はロールス・ロイス T56)
- アリソン T63 (現在はロールス・ロイス M250)
- ギャレット TPE331 (現在はハネウェル TPE331)
- ゼネラル・エレクトリック T64 元々、ターボシャフトとして開発されたがP-2J、PS-1にはターボプロップとして搭載された。
- ゼネラル・エレクトリック H80 ワルター M601の改良型
- ゼネラル・エレクトリック T31
- プラット・アンド・ホイットニー T34
- ライカミング LTP101 (現在はハネウェル LTP101)
- ライカミング T53 ユンカース ユモ 004の開発に携わったAnselm Franzが開発に参加した。
- ライカミング T55 (現在はハネウェル T55) 元々、ターボシャフトとして開発されたがPA-48にはターボプロップとして搭載された。

#### イギリス
- アームストロング・シドレー マンバ
- アームストロング・シドレー ダブルマンバ
- アームストロング・シドレー パイソン
- ネイピア ナイアッド
- ネイピア ノーマッド
- ブリストル プロテウス (Proteus)
- ブリストル テセウス (Theseus)
- ブリストル オリオン
- ロールス・ロイス クライド（Clyde）
- ロールス・ロイス RB.50 トレント
- ロールス・ロイス・RR500
- ロールス・ロイス ダート（Dart）
- ロールス・ロイス AE 2100 元々アリソン・エンジンが開発した。
- ロールス・ロイス タイン

#### ドイツ
- BMW 028 1941年に開発された初期のターボプロップ

#### ソビエト連邦/ロシア
- クズネツォフ NK-12 最も高出力なターボプロップ
- クリーモフ TV7-117
- イーフチェンコ・プログレース AI-20
- グルシェンコ TWD-10

#### フランス
- チュルボメカ アスタゾウ
- チュルボメカ アリエル
- チュルボメカ バスタン

#### 日本
- 陸軍　ネ201　開発中止

#### カナダ
- プラット・アンド・ホイットニー・カナダ(PWC) PT6
- プラット・アンド・ホイットニー・カナダ(PWC) PW100

#### ハンガリー
- イエンドラシック Cs-1 世界初のターボプロップエンジン

#### チェコ
- ワルター M601

#### 中国
- 東安 WJ5

#### 国際共同開発
- ユーロプロップ・インターナショナル(EPI) TP400

### ターボシャフトエンジン

#### アメリカ
- アリソン T38（英語版）
- アリソン T40（英語版）
- アリソン 250/T63 (現在はロールス・ロイス M250/T63)
- コンチネンタル T51
- ハネウェル HTS900（英語版）
- ボーイング T50
- ゼネラル・エレクトリック T58
- ゼネラル・エレクトリック T64 元々、ターボシャフトとして開発されたがP-2J、PS-1にはターボプロップとして搭載された。
- ゼネラル・エレクトリック T700
- ゼネラル・エレクトリック GE38
- アブコ/プラット・アンド・ホイットニー T800（英語版）
- プラット・アンド・ホイットニー T73（英語版） JT12ジェットエンジンを元に開発された。
- ソラー T62（英語版）
- ライカミング T53 (現在はハネウェル T53) ユンカース ユモ 004の開発に携わったAnselm Franz（英語版）が開発に参加した。
- ライカミング T55 (現在はハネウェル T55) 元々、ターボシャフトとして開発されたがPA-48にはターボプロップとして搭載された。
- ライカミング LTS101（英語版） (現在はハネウェル LTS101)

#### イギリス
- ブリストル・シドレー・ニンバス
- ネイピア エランド
- ネイピア ガゼル
- ロールス・ロイス T406/AE 1107 元々はアリソン・エンジンが開発した。
- ロールス・ロイス Gem
- ロールス・ロイス RR300
- ロールス・ロイス RR500
- ロールス・ロイス Gnome ゼネラル・エレクトリック T58のライセンス生産

#### ソビエト連邦/ロシア
- Isotow GTD-350
- クリーモフ TV2-117
- クリーモフ TV3-117
- グルシェンコ GTD-3BM
- グルシェンコ TWD-10
- モトール・シーチ MS-500V
- ロタレフ D-136
- ソロヴィヨーフ D-25

#### フランス
- チュルボメカ アルトゥステ
- チュルボメカ テュルモ
- チュルボメカ アリエル
- チュルボメカ マキラ
- チュルボメカ アリウス
- チュルボメカ TM 333

#### カナダ
- プラット・アンド・ホイットニー・カナダ(PWC) PT6
- プラット・アンド・ホイットニー・カナダ(PWC) PT6T
- プラット・アンド・ホイットニー・カナダ PW200

#### 日本
- 三菱重工業 TS1
- 三菱重工業 XTS2
- 三菱重工業 MG5 TS1の民間機用
- 三菱重工業 MG6

#### 国際共同開発
- LHTEC T800
- HAL/チュルボメカ シャクティ
- MTU・チュルボメカ・ロールス・ロイス(MTR) MTR390
- ロールス・ロイス/チュルボメカ RTM322

### ターボファンエンジン

#### アメリカ
- アリソン TF41 ロールス・ロイス スペイをライセンス生産した
- ウィリアムズ F107
- ウィリアムズ F112
- ウィリアムズ F121
- ウィリアムズ EJ22
- ウィリアムズ FJ33
- ウィリアムズ FJ44
- ギャレット ATF3
- ギャレット F109
- テレダイン CAE F109
- エンジン・アライアンス GP7200
- ゼネラル・エレクトリック GE90
- ゼネラル・エレクトリック GEnx
- ゼネラル・エレクトリック パスポート
- ゼネラル・エレクトリック CF6-50
- ゼネラル・エレクトリック CF6-80
- ゼネラル・エレクトリック CF700
- ゼネラル・エレクトリック CFE738 ギャレットと共同開発
- ゼネラル・エレクトリック F101
- ゼネラル・エレクトリック F103
- ゼネラル・エレクトリック F108
- ゼネラル・エレクトリック F110
- ゼネラル・エレクトリック F118
- ゼネラル・エレクトリック F404
- ゼネラル・エレクトリック F414
- ゼネラル・エレクトリック YF120
- ゼネラル・エレクトリック TF34/CF34
- ゼネラル・エレクトリック TF39
- ハネウェル TFE731 元はギャレットが開発した
- ハネウェル ALF 502 元はライカミングが開発した
- ハネウェル/ITEC F124
- ハネウェル/ITEC F125
- ハネウェル LF 507 元はライカミングが開発した
- ハネウェル HTF7000
- プラット・アンド・ホイットニー F100
- プラット・アンド・ホイットニー F119
- プラット・アンド・ホイットニー F135
- プラット・アンド・ホイットニー JT3D
- プラット・アンド・ホイットニー JT8D
- プラット・アンド・ホイットニー JT9D

- プラット・アンド・ホイットニー PW1120
- プラット・アンド・ホイットニー PW2000
- プラット・アンド・ホイットニー PW4000
- プラット・アンド・ホイットニー PW6000
- プラット・アンド・ホイットニー TF30
- プラット・アンド・ホイットニー TF33

#### イギリス
- ブリストル・シドレー BS100
- ロールス・ロイス BR700
- ロールス・ロイス コンウェイ (Conway)
- ロールス・ロイス ペガサス (Pegasus)
- ロールス・ロイス メッドウェイ
- ロールス・ロイス RB211
- ロールス・ロイス RB262
- ロールス・ロイス RB282
- ロールス・ロイス RB401
- ロールス・ロイス スペイ (Spey)
- ロールス・ロイス テイ (Tay)
- ロールス・ロイス トレント (Trent)
- ロールス・ロイス トレント500
- ロールス・ロイス トレント700
- ロールス・ロイス トレント800
- ロールス・ロイス トレント900
- ロールス・ロイス トレント1000
- ロールス・ロイス AE 3007 元はアリソン・エンジンが開発した

#### インド
- GTRE GTX-35VS カヴェリ

#### ソビエト連邦/ロシア
- アヴィアドヴィガーテル PS90
- イーウチェンコ AI-25
- イーフチェンコ＝プロフレース D-18T
- プロフレース D-436
- イーフチェンコ＝プロフレース DV-2
- クリーモフ（イソトフ） RD-33
- クズネツォフ NK-8
- クズネツォフ NK-25
- クズネツォフ NK-32
- クズネツォフ NK-86
- クズネツォフ NK-87
- クズネツォフ NK-93
- クズネツォフ NK-144
- リューリカ＝サトゥールン AL-31
- リューリカ＝サトゥールン AL-32
- リューリカ＝サトゥールン AL-37
- リューリカ＝サトゥールン AL-41
- ソロヴィヨーフ D-20
- ソロヴィヨーフ D-30
- ソロヴィヨーフ PS-90

#### フランス
- チュルボメカ Aubisque
- チュルボメカ Astafan
- スネクマ M53
- スネクマ M88
- スネクマ シルバークレスト
- スネクマ・チュルボメカ ラルザック

#### カナダ
- プラット・アンド・ホイットニー・カナダ JT15D
- プラット・アンド・ホイットニー・カナダ PW300
- プラット・アンド・ホイットニー・カナダ PW500
- プラット・アンド・ホイットニー・カナダ PW600
- プラット・アンド・ホイットニー・カナダ PW800

#### 中国
- WS-6
- WS-10
- WS-13
- WS-15

#### スウェーデン
- ボルボ RM8

#### 日本
- IHI(石川島播磨重工業) F3
- IHI XF5
- IHI XF9
- IHI F7
- GE・ホンダ・エアロ・エンジン(本田技研工業) HF120(HF118)
- FJRデザインセンタ(航空機用ジェットエンジン技術研究組合)FJR710→V2500

#### 国際共同開発
- CFMインターナショナル CFM56
- CFMインターナショナル LEAP
- ユーロジェット EJ200
- インターナショナル・エアロ・エンジンズ(IAE) V2500
- パワージェット SaM146
- ターボユニオン RB199
- ロールス・ロイス・チュルボメカ アドーア (Adour)
- ロールス・ロイス/MAN・トゥルボ RB153
- ロールス・ロイス/MAN・トゥルボ RB193
- ロールス・ロイス・アンド・ジャパニーズエアロエンジンズ(RR-JAEL) RJ500
- ロールス・ロイス/SNECMA M45H
- ゼネラル・エレクトリック/ロールス・ロイス F136

### その他

#### ギヤードターボファン
- プラット・アンド・ホイットニー PW1000G
- ライカミング・ハネウェル・エアロスペース  ALF 502

#### プロップファン
- ゼネラル・エレクトリック GE-36
- プログレス D-27
- プラット・アンド・ホイットニー/アリソン 578-DX
- ロールス・ロイス RB3011

#### ラムジェット
- 陸軍第二航空技術研究所　ネ0　(川崎航空機)1943年初飛行

#### パルスジェット
- アルグス As014

## ロケットエンジン
- ヴァルター HWK-109
- デ・ハビランド スペクター
- 特呂二号原動機